# Вары (деревня)
Вары — деревня в Большесосновском районе Пермского края Российской Федерации. Входит в состав Черновского сельского поселения.

## География
Расположена на правом берегу реки Сива, при впадении её притока Вотчинка, к востоку от автодороги 57К-0012, примерно в 3,5 км к северу от административного центра поселения, села Черновское, в 22 км к югу от районного центра, села Большая Соснова.
Осевая и единственная улица — Набережная.

## Население
| 2010 |
| ---- |
| 120  |

## Инфраструктура
Личное подсобное хозяйство с зоной сельскохозяйственного использования, индивидуальная застройка усадебного типа.
Основа экономики — сельское хозяйство.

## Транспорт
Деревня доступна автотранспортом.
Просёлочные дороги.

## Топографические карты
- Лист карты O-40-86 Черновское. Масштаб: 1 : 100 000. Состояние местности на 1983 год. Издание 1984 г.